# Vinkovci
Vinkovci este un oraș în cantonul Vukovar-Srijem, Croația, având o populație de 35.312 locuitori (2011).

## Demografie
Componența etnică a orașului Vinkovci
     Croați (92,35%)
     Sârbi (4,87%)
     Necunoscut (0,45%)
     Neclasificat (1,96%)
Componența confesională a orașului Vinkovci
     Catolici (89,89%)
     Ortodocși (5,19%)
     Fără religie și atei (1,43%)
     Necunoscută (1,28%)
     Alte religii (2,21%)
Conform recensământului din 2011, orașul Vinkovci avea 35.312 locuitori. Din punct de vedere etnic, majoritatea locuitorilor (92,35%) erau croați, cu o minoritate de sârbi (4,87%). Apartenența etnică nu este cunoscută în cazul a 0,45% din locuitori. Din punct de vedere confesional, majoritatea locuitorilor (89,89%) erau catolici, existând și minorități de ortodocși (5,19%) și persoane fără religie și atei (1,43%). Pentru 1,28% din locuitori nu este cunoscută apartenența confesională.

## Personalități născute aici
- Duje Čop (n. 1990), fotbalist.